# Olympische Winterspiele 2014/Teilnehmer (Frankreich)
| Gelbes Symbol für Goldmedaillen mit stilisierten Olympischen Ringen | Graues Symbol für Silbermedaillen mit stilisierten Olympischen Ringen | Braundes Symbol für Bronzemedaillen mit stilisierten Olympischen Ringen |
| ------------------------------------------------------------------- | --------------------------------------------------------------------- | ----------------------------------------------------------------------- |
| 4                                                                   | 4                                                                     | 7                                                                       |

Frankreich nahm an den Olympischen Winterspielen 2014 in Sotschi mit 116 Athleten in zwölf Sportarten teil.

## Sportarten

### Biathlon
| Frauen - Anaïs Bescond - 7,5 km Sprint: 5. Platz - Sophie Boilley - Marine Bolliet - Marie-Laure Brunet - 7,5 km Sprint: 56. Platz - Anaïs Chevalier - 7,5 km Sprint: 47. Platz - Marie Dorin-Habert - 7,5 km Sprint: 20. Platz | Männer - Martin Fourcade - 10 km Sprint: 6. Platz - 12,5 km Verfolgung: Gold - 20 km Einzel: Gold - 15 km Massenstart: Silber - Jean-Guillaume Béatrix - 10 km Sprint: 14. Platz - 12,5 km Verfolgung: Bronze - Alexis Bœuf - Simon Desthieux - 10 km Sprint: 46. Platz - 12,5 km Verfolgung: 21. Platz - Quentin Fillon Maillet - Simon Fourcade - 10 km Sprint: 36. Platz - 12,5 km Verfolgung: 18. Platz |

### Bob
| Männer - Loïc Costerg Zweierbob Viererbob - Romain Heinrich Zweierbob Viererbob - Elly Lefort Viererbob - Florent Ribet Viererbob | Männer - Thibault Godefroy Viererbob - Jérémy Baillard Viererbob - Jérémie Boutherin Viererbob - Vincent Ricard Viererbob |

### Eiskunstlauf
| Frauen - Maé-Bérénice Méité | Männer - Brian Joubert - Florent Amodio |

| Paarlauf - Vanessa James, Morgan Ciprès | Eistanz - Pernelle Carron, Lloyd Jones - Nathalie Péchalat, Fabian Bourzat |

### Eisschnelllauf
| Männer - Alexis Contin Teamverfolgung: 8. Platz - Ewen Fernandez 1500 m: 40. Platz 5000 m: 18. Platz Teamverfolgung: 8. Platz - Benjamin Macé 1000 m: 29. Platz 1500 m: 32. Platz Teamverfolgung: 8. Platz |

### Freestyle-Skiing
Frauen
| Skicross - Alizée Baron - Marielle Berger Sabbatel - Ophélie David - Marion Josserand | Moguls - Perrine Laffont | Halfpipe - Anaïs Caradeux - Marie Martinod - Silber |

Männer
| Skicross - Arnaud Bovolenta - Silber - Jean-Frédéric Chapuis - Gold - Jonas Devouassoux - Jonathan Midol - Bronze | Moguls - Anthony Benna - Benjamin Cavet - Guilbaut Colas | Halfpipe - Xavier Bertoni - Thomas Krief - Kévin Rolland - Bronze - Benoît Valentin | Slopestyle - Antoine Adelisse - Jules Bonnaire - Jérémy Pancras |

### Nordische Kombination
- François Braud
- Hugo Buffard
- Sébastien Lacroix
- Maxime Laheurte
- Jason Lamy-Chappuis

### Rodeln
| Frauen - Morgane Bonnefoy |

### Shorttrack
| Frauen - Véronique Pierron 500 m 1000 m 1500 m | Männer - Maxime Châtaignier 1000 m 1500 m - Thibaut Fauconnet 500 m 1000 m 1500 m - Sébastien Lepape 500 m 1000 m 1500 m |

### Ski Alpin
| Frauen - Anne-Sophie Barthet - Adeline Baud - Marion Bertrand - Marie Marchand-Arvier - Anémone Marmottan - Nastasia Noens | Männer - Johan Clarey - Mathieu Faivre - Thomas Fanara - Guillermo Fayed - Jean-Baptiste Grange - Julien Lizeroux - Thomas Mermillod Blondin - Steve Missillier - Riesentorlauf: Silber - Alexis Pinturault - Riesentorlauf: Silber - David Poisson - Cyprien Richard - Brice Roger - Adrien Théaux |

### Skilanglauf
| Frauen - Célia Aymonier Skiathlon: 21. Platz - Marion Buillet - Aurélie Dabudyk keine Teilnahme - Anouk Faivre Picon Skiathlon: 38. Platz - Coraline Hugue Skiathlon: 22. Platz - Aurore Jéan Skiathlon: 18. Platz | Männer - Adrian Backscheider - Ivan Perrillat Boiteux - Herren-Staffel (4 × 10 km): Bronze - Skiathlon: 41. Platz - Robin Duvillard - Herren-Staffel (4 × 10 km): Bronze - Cyril Gaillard - Jean-Marc Gaillard - Herren-Staffel (4 × 10 km): Bronze - Skiathlon: 6. Platz - Baptiste Gros - Renaud Jay - Maurice Manificat - Herren-Staffel (4 × 10 km): Bronze - Skiathlon: 9. Platz - Cyril Miranda |

### Skispringen
| Frauen - Julia Clair - Léa Lemare - Coline Mattel - Bronze | Männer - Ronan Lamy Chappuis |

### Snowboard
Frauen
| Snowboard Cross - Déborah Anthonioz - Charlotte Bankes - Nelly Moenne Loccoz - Chloé Trespeuch - Bronze | Halfpipe - Clémence Grimal - Sophie Rodriguez - Mirabelle Thovex |

Männer
| Parallel-Riesenslalom & Slalom - Sylvain Dufour | Snowboard Cross - Paul-Henri de Le Rue - Tony Ramoin - Pierre Vaultier - Gold | Halfpipe - Johann Baisamy - Arthur Longo |